# José María Espejo-Saavedra Conesa
José María Espejo-Saavedra i Conesa (Madrid, 20 de juliol de 1976) és un polític i advocat madrileny establert a Barcelona. Va ser vicepresident segon del Parlament de Catalunya entre 2015 i 2019. Va canviar el Parlament pel Congrés dels Diputats el maig del 2019, i va traslladar tota la seva activitat política a Madrid.
Llicenciat en Dret per la Universitat Autònoma de Madrid, té un màster en Dret concursal obtingut a l'Il·lustre Col·legi d'Advocats de Barcelona, a més d'altres titulacions de postgrau obtingudes a ESADE. Especialista en Dret bancari i de les noves tecnologies, és advocat en exercici i durant més de dotze anys va treballar a La Caixa com a responsable de l'equip d'assessorament jurídic de la xarxa comercial.
Milita a Ciutadans-Partit de la Ciutadania des de la seva fundació, l'any 2006. Va ser elegit diputat al Parlament a la X i XI legislatura. És una de les persones de confiança d'Albert Rivera.
A les eleccions al Parlament de Catalunya de 2017 fou elegit diputat per Ciutadans.
Fou vicepresident adjunt de l'executiva nacional del partit Ciutadans fins que en va dimitir el març de 2021.